# Anastácio Sinaíta
Anastácio Sinaíta ou Anastácio do Sinai foi um prolífico escritor eclesiástico, padre, monge e abade do Mosteiro de Santa Catarina no Monte Sinai.
O pouco que se sabe sobre a vida de Anastácio foi obtido a partir de suas próprias obras :p. IX. Na antiguidade, ele era frequentemente confundido com o presbítero e escritor Anastácio I de Antioquia (559 - 598)  e a autoria de várias das obras atribuídas a Anastácio do Sinai tem sido fortemente disputadas. Um cânone foi aceito provisoriamente entre os acadêmicos modernos, mas mesmo nestas obras há seções espúrias:p. XIII - XXIII. Os textos são na forma de perguntas e respostas sobre os dogmas, rituais e estilos de vida cristãos, sermões e exegese. Ele também gostava de rastrear a etimologia de termos importantes do cristianismo e era um erudito tanto sobre a Bíblia quanto sobre a literatura patrística. Além disso, ele tinha um amplo interesse na natureza de Deus e do homem, especialmente em cristologia:p. 326-330. Ele também não relutava em desenvolver e expressar suas próprias teorias sobre assuntos eclesiásticos chave, o que provocou comentários, emendas e até censuras posteriores a partes de suas obras:p. IX.

## Principais obras
Suas principais obras incluem a Viae Dux, Qaestiones et Responsiones,  Hexaemeron, Homilia i, ii, iii de creatione hominis, and the Narrationes. A Viae Dux - também chamada de Hodegos (transliteração do grego) e "Guia do caminho certo" - foi escrita em defesa do credo calcedoniano contra os ataques heréticos, principalmente dos monofisistas:p. 313-4..
Suas Qaestiones et Responsiones ("Perguntas e Respostas") caem na categoria da teologia pastoral e foram muito populares. Nelas, Anastácio oferece conselhos, principalmente para a comunidade laica, sobre assuntos espirituais e sacramentais, sobre doações caridosas, casamento e outros. Ele também revela um tom distintamente pessoal e oferece uma visão da vida diária de pessoas comuns:p. 124-5. Esta obra é particularmente importante por ser uma testemunha primária da expansão do Islã no Sinai e no Egito, que eram predominantemente cristãos na época e o efeito que a dominação muçulmana teve na vida e a crença da população local:p. 115-6, 130-2.
Anastácio foi provavelmente o autor do Haxaemeron, um comentário em doze livros sobre a narrativa de criação do Gênesis (Hexaemeron, chamado também de Hexamerão, significa "seis dias"). Ele argumenta que enquanto Moisés estava no Monte Sinai, ele foi inspirado pelo Espírito Santo a escrever não apenas sobre a narrativa da criação, mas também, no mesmo texto, sobre a profecia de uma nova criação através de Cristo. Assim, segundo ele, Adão representaria Cristo e Eva, a Igreja. Esta extensa exegese sobre o começo do Gênesis se inspirou em comentários anteriores escritos por muitos padres da Igreja, incluindo Clemente de Alexandria, Orígenes, Gregório de Níssa, Gregório de Nazianzo e Dionísio Areopagita. As interpretações alegóricas no Hexaemeron de Anastácio são, em muitos pontos, um contraponto às mais literais encontradas na obra homônima (e mais famosa) de Basílio Magno:p. XIII.